# The Voice of Love
The Voice of Love – drugi album muzyczny amerykańskiej piosenkarki Julee Cruise. Został wydany 12 października 1993 przez wytwórnię Warner Bros. Records.

## Album
Utwór Up in Flames po raz pierwszy został przedstawiony w filmie Davida Lyncha Industrial Symphony No. 1 z 1990 roku, natomiast Questions in a World of Blue pojawiło się w filmie Twin Peaks: Ogniu krocz ze mną, również stworzonym przez Lyncha.

## Lista utworów
Poniżej znajduje się kompletna lista utworów w albumie. Tekst do większości ścieżek został napisany przez Davida Lyncha, muzykę skomponował Angelo Badalamenti.
| nr                 | Tytuł                        | Tekst               | Długość |
| ------------------ | ---------------------------- | ------------------- | ------- |
| 1                  | This Is Our Night            |                     | 4:06    |
| 2                  | The Space for Love           |                     | 3:23    |
| 3                  | Movin' in on You             |                     | 4:02    |
| 4                  | Friends for Life             |                     | 4:43    |
| 5                  | Up in Flames                 |                     | 4:40    |
| 6                  | Kool Kat Walk                |                     | 6:22    |
| 7                  | Until the End of the World   |                     | 5:33    |
| 8                  | She Would Die for Love       |                     | 6:06    |
| 9                  | In My Other World            | Cruise, Louis Tucci | 4:45    |
| 10                 | Questions in a World of Blue |                     | 4:47    |
| 11                 | The Voice of Love            |                     | 3:14    |
| Całkowita długość: | Całkowita długość:           | Całkowita długość:  | 51:41   |

## Personel
- Angelo Badalamenti – aranżacje, dyrygent, syntezator, pianino, produkcja
- David Lynch – tekst, okładka, perkusja, produkcja
- Julee Cruise – śpiew
- Vincent Bell – gitara
- Gerry Brown – bębny
- Reggie Hamilton – gitara basowa
- Jim Hynes – trąbka
- Nick Kirgio – gitara
- Kinny Landrum – syntezator
- Sam Merendino – bębny
- Art Pohlemus – mixing (ścieżki #5 oraz #10)
- Tom Ranier – keyboard
- Albert Regni – saksofon tenorowy
- Grady Tate – bębny
- Buster Williams – akustyczna gitara basowa

Personel techniczny
- John Karpowich – mixing (ścieżki #1 – #4, #6 – #9, #11)
- Stephen Marcussen – mastering
- E. J. Carr – fotografia
- Tom Recchion – obraz